# Bever (dier)

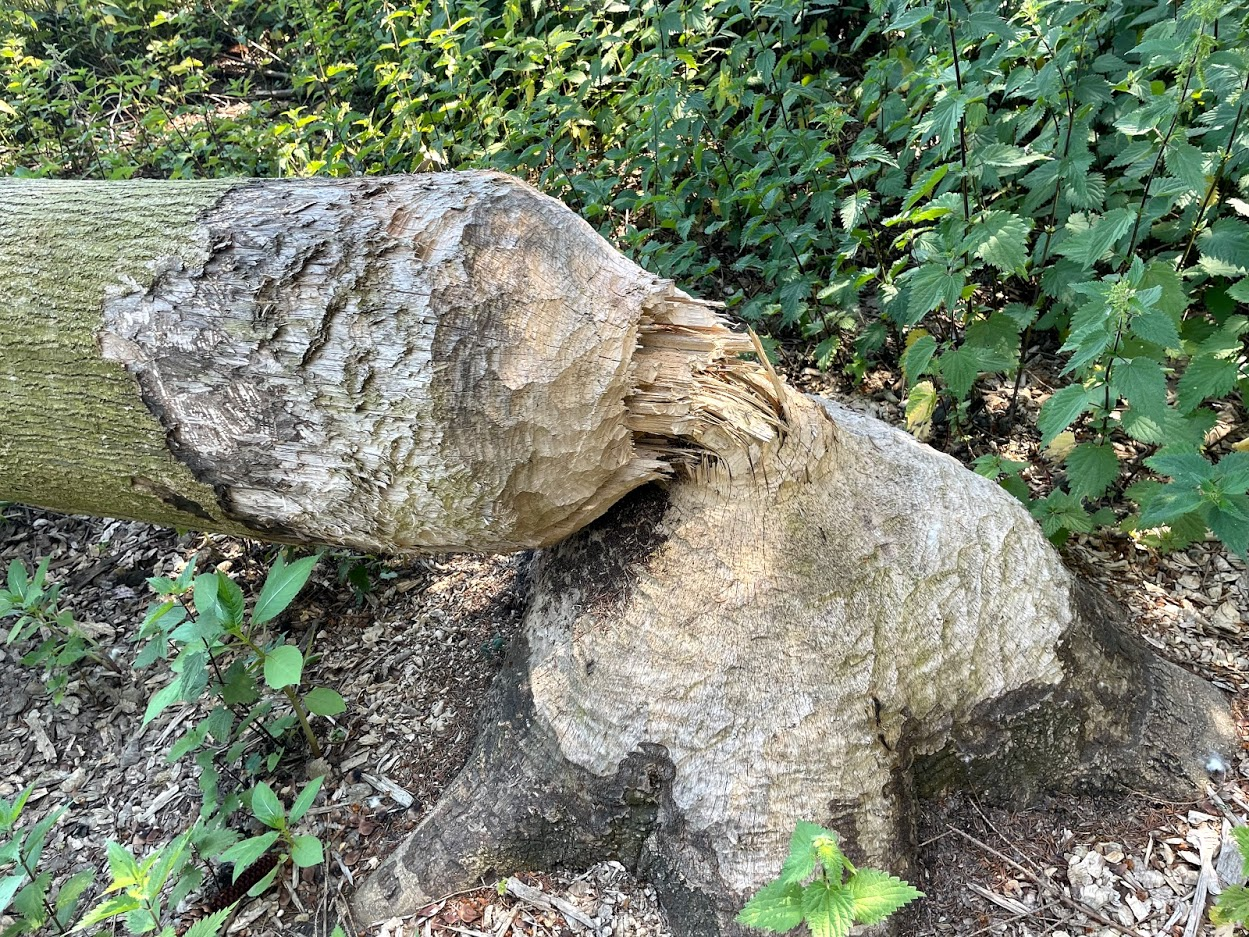
Boom langs de Roer in Limburg (Nederland) die was doorgeknaagd door bevers

De bever (Castor fiber) is een aquatisch knaagdier dat voorkomt in Europa en Noord-Azië. Het is het grootste knaagdier van Europa en een van de grootste knaagdieren ter wereld. De wetenschappelijke naam van de soort werd in 1758 gepubliceerd door Carl Linnaeus in Systema naturae.

## Beschrijving

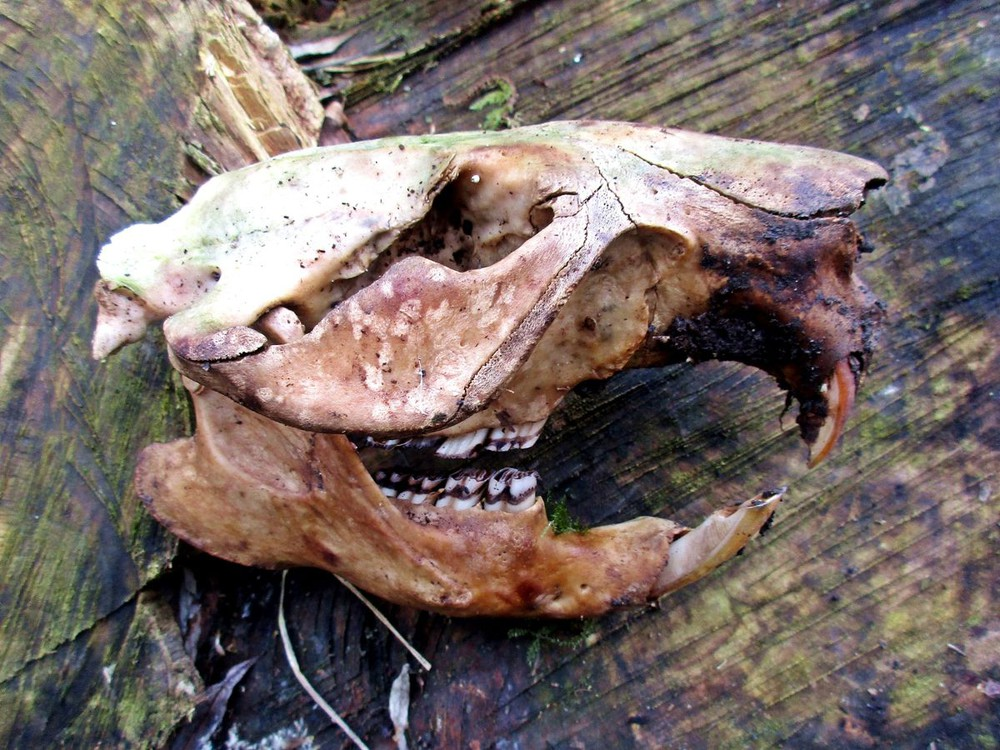
Schedel van een bever met sterke voortanden, gevonden in Arnhem

De bever heeft een brede, geschubde, horizontaal afgeplatte staart. Zijn poten zijn vrij kort. De achterpoten hebben zwemvliezen. Zijn kop is stomp en zijn oren en ogen zijn klein. De neus en oren kunnen worden afgesloten bij het zwemmen. Ook zit er in de wang een stuk weefsel dat de mond afsluit als het dier onder water knaagt. Hij heeft een paar sterke oranje tanden die altijd doorgroeien. Ze zijn oranje doordat er een ijzerhoudende stof in het glazuur op de tanden zit die oranje van kleur is, wat ze sterk genoeg maakt om door bomen te knagen. Hij verschilt van de verwante Canadese bever (Castor canadensis) door zijn lichtere vachtkleur en langere neusbotjes. De vacht is geelbruin tot zwart van kleur. De meest algemene kleur is rossig bruin. Bevers uit noordelijke streken hebben een donkerdere vacht dan de zuidelijke dieren.
De bever heeft een kop-romplengte van ongeveer 75 tot 90 centimeter en een lichaamsgewicht van 23 tot 38 kilogram. Zijn staart is 25 tot 37 centimeter lang. Zijn grootte verschilt per regio. Er zijn geen grootteverschillen tussen mannetjes en vrouwtjes.

## Sociaal gedrag en woongebied

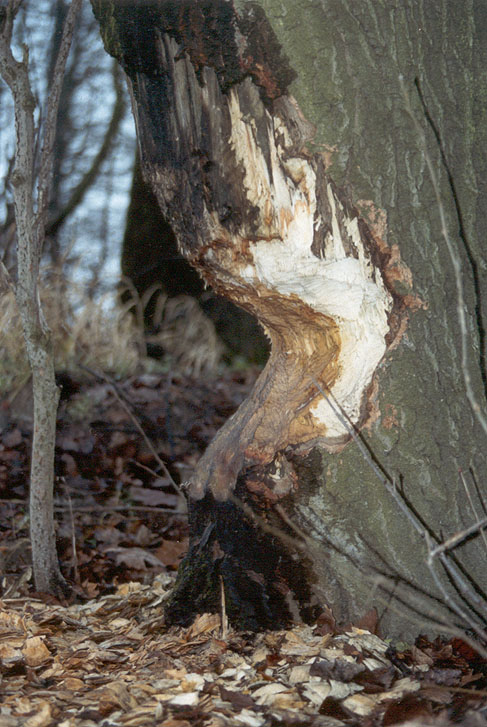
Boom met knaagsporen van een bever langs de Czarna Staszowska in Polen

Bevers leven in kleine familiegroepen in de buurt van water. Meestal leven er zo'n vijf of zes bevers in een groep, bestaande uit een volwassen paartje en hun jongen van de twee laatste worpen. Jongen blijven zo'n twee jaar in een familiegroep, waarna ze hun eigen territorium gaan zoeken. Territoria worden afgebakend met anale geursporen, castoreum of bevergeil genoemd, die informatie bevatten zoals geslacht, verwantschap en mogelijk ook sociale status, leeftijd en grootte.
Bij gevaar slaat een bever met zijn staart op het wateroppervlak om zijn soortgenoten te waarschuwen. De staart wordt ook gebruikt voor het aanplempen van modder.
De aanwezigheid van bevers wordt verraden door de aanwezigheid van omgevallen bomen, bomen waarvan de schors is afgeschild, ondiepe kanalen en een burcht in het water. Als het mogelijk is, bouwen ze een nest in een ondergronds hol. Anders bouwen de bevers een burcht. Europese bevers bouwen minder snel een burcht dan hun Canadese verwanten en de burchten van de Europese bevers zijn ook minder groot.

### Burchten

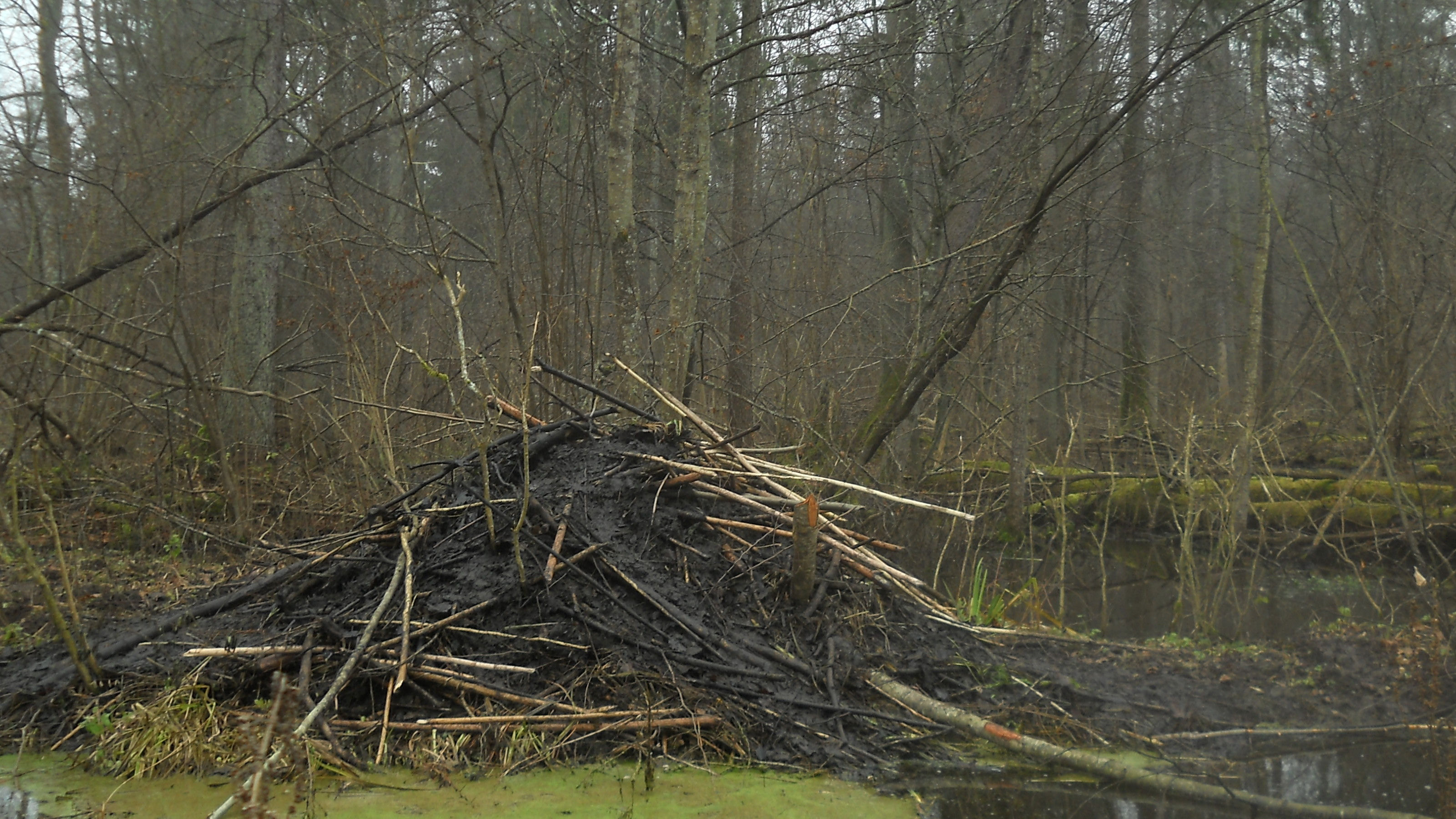
Burcht van een bever in het Woud van Białowieża (Polen)

Bevers bouwen een burcht, die tot 2 meter hoog is, terwijl de doorsnede wel 10 meter kan bedragen. De ingang hiervan bevindt zich onder water, waardoor ze onbereikbaar zijn voor roofdieren. De burcht, bestaande uit een holle berg takken, bevindt zich verder boven water. Hij heeft een 'natte kamer', waar de bever het water uit zijn vacht schudt, en een droge, met houtsnippers gestoffeerde nestkamer. De nestkamer ligt circa 20 cm boven het waterniveau en heeft een luchtgat. 's Zomers wordt om te rusten daarnaast vaak gebruikgemaakt van een leger: een ondiep kuiltje aan de oever onder struiken of andere dichte begroeiing met platgelegde vegetatie of houtsnippers.

### Dammen

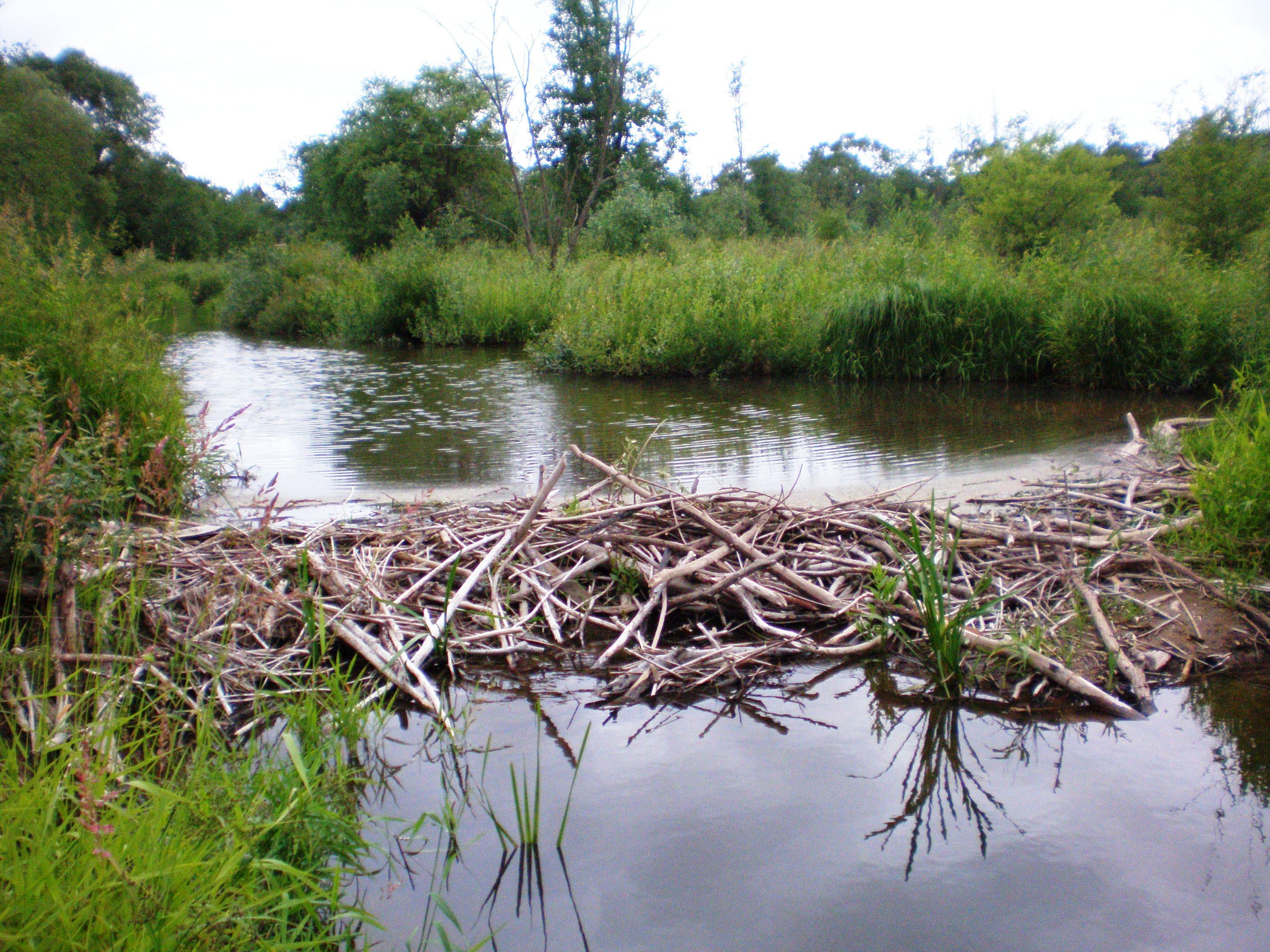
Beverdam op de Smilga (Litouwen)

Bevers leggen ook soms dammen en kanaaltjes tot zo'n 150 meter lang aan. Daarmee kan de waterhoogte in de omgeving van de burcht worden gereguleerd, zodat deze constant op dezelfde hoogte blijft en de burcht niet onder water loopt. Ook wordt hierdoor het foerageergebied vergroot. Bovendien ontstaan vaak kunstmatige meertjes. Bij hoge uitzondering worden dammen van 800 meter gebouwd, maar dammen van meer dan 150 meter zijn geen uitzondering. Als bouwmateriaal gebruiken ze stammen, takken, modder en stenen. Hiervoor kunnen 100 cm dikke bomen worden geveld. Een bever kan een 25 centimeter dikke boom omknagen in minder dan vier uur.
's Winters bevriest het water, waardoor ze niet naar boven kunnen om te ademen. Om dat toch te kunnen doen, maken ze een gat in de dam, zodat het water wegstroomt. Het water heeft zo plaatsgemaakt voor lucht.

## Leefwijze
De bever is een dagdier, maar in gebieden waarin hij regelmatig verstoord wordt is hij hoofdzakelijk 's nachts actief. In onverstoorde gebieden laat hij zich voornamelijk 's ochtends zien. Bevers zijn goede zwemmers. Ze kunnen tot vijftien minuten onder water blijven, maar een duik duurt meestal vijf à zes minuten.
De bever heeft een zeer uitgebreid, maar strikt vegetarisch menu. 's Zomers eet hij kruiden, bloemen, jonge scheuten van waterplanten, grassen en wortels. Daarnaast eet hij ook alle delen van bomen en struiken (stam, takken, bladeren en wortels). Hij heeft een voorkeur voor wilg, populier en ratelpopulier. De schors van de stam knaagt hij af met zijn vlijmscherpe tanden. Zijn tanden groeien almaar door, omdat ze slijten door de tanden te gebruiken als gereedschap voor de bouw van hun burcht en een dam. 's Winters eet hij meer twijgen en schors, 's zomers meer groene plantendelen.
In tegenstelling tot de meeste andere knaagdieren houdt de bever 's winters geen winterslaap. In de herfst legt hij daarom een voedselvoorraad aan, bestaande uit takken en stammen van kleine bomen. Deze verankert hij onder water, in de buurt van de ingang. Het koude water houdt de voedingswaarde van de schors langer goed.

## Voortplanting

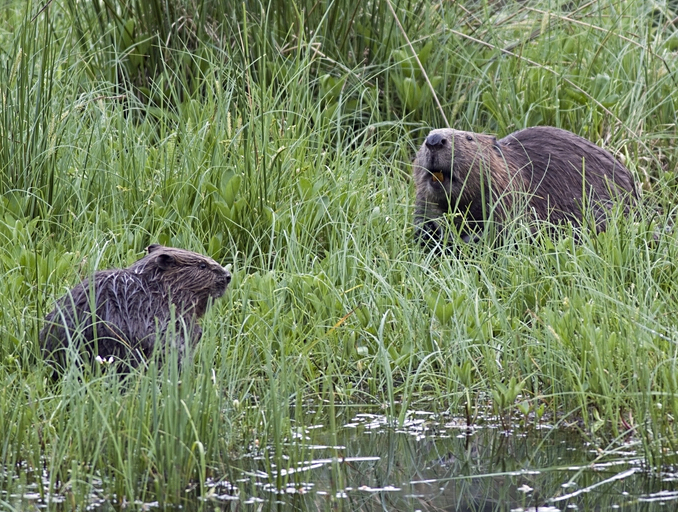
Bevermoeder met haar kleintje

Het volwassen paartje paart in februari. Na een draagtijd van 103 tot 108 dagen worden één tot zes jongen (gemiddeld 2,7) geboren in juni. De jongen hebben een vacht bij de geboorte en de ogen zijn open. Enkele dagen na hun geboorte leren ze zwemmen, in de ingangen van de burcht. De jongen verlaten de geboorteburcht na twee tot drie jaar. Ze zijn na twee tot drie jaar geslachtsrijp.
Jongvolwassen bevers verlaten meestal in het voorjaar het ouderlijk territorium om op zoek te gaan naar een eigen leefgebied.
Bevers zijn monogaam en blijven hun hele leven trouw aan één partner.

## Verspreiding en leefgebied

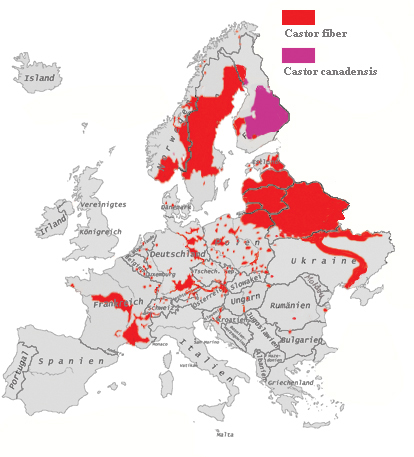
Verspreiding van de bever binnen Europa (exclusief Rusland)

Bevers zijn afhankelijk van gebieden met water en aangrenzende bosgebieden. Ze hebben een voorkeur voor riviervalleien met veel uiterwaarden, begroeid met zacht hout, en houden zich voornamelijk op langs de trager stromende delen van de rivier. Ook zijn ze te vinden langs meren, beken, poelen en moerassen.
Vroeger leefden bevers in een groot deel van Eurazië: van de Britse Eilanden, de Benelux, Scandinavië, Polen en de Baltische staten tot in Rusland, Mongolië en China. De bever heeft veel te lijden gehad onder de jacht en was aan het begin van de 20e eeuw teruggedrongen tot enkele refugia. Dankzij natuurlijke herkolonisatie en herintroducties heeft de soort een terugkomst gemaakt in grote delen van Eurazië. Herintroductieprojecten waren er onder meer in Groot-Brittannië, Hongarije, Zweden en op verscheidene plaatsen in de Benelux.

### België
Op het einde van de negentiende eeuw was de bever in België uitgestorven: hij verdween in 1848 uit Vlaanderen, en in 1890 ook uit Wallonië.

#### Ardennen en Oost-België
Op 11 juli 1990 werd voor het eerst opnieuw een bever waargenomen in de Roer (Oostkantons), wellicht afkomstig uit de Eifel, waar tussen 1981 en 1989 een herintroductieproject liep. In 1997 vestigde zich één familie in Sourbrodt (Ardennen) en in 1998 ging het herintroductieproject van start. In de vallei van de Lienne, een zijrivier van de Amblève in de buurt van Lierneux, en in de omgeving van Wibrin (Houffalize), werden 101 Beierse bevers uitgezet door particulier Olivier Rubbers. Omdat hij dat op eigen houtje deed, zonder vergunning om deze beschermde diersoort te vervoeren, werd hij voor de rechter gedaagd en aanvankelijk veroordeeld tot een hoge boete. Na een procedureslag tot bij het Hof van Cassatie en het Europees Hof voor de Rechten van de Mens werd de boete uiteindelijk fors gereduceerd.
De beverpopulatie groeide ondertussen fors en verspreidde zich over de Ardennen. In 2011 werd het aantal beverburchten op circa 250 geschat. Ze zorgden ook voor overlast, waardoor vergunningen werden afgeleverd om beverburchten af te breken en bevers af te schieten. La Coalition Nature, vertegenwoordigd door advocaat Alain Lebrun, daagde daarom Philippe Blérot, algemeen inspecteur bij het Waalse Département de la nature et des forêts, voor de rechter omdat hij tegen het advies van de Conseil supérieur wallon de la conservation de la nature in deze vergunningen afleverde.

#### Dendervallei
In 2007 zag men een bever in de Vlassenbroekse polder bij Dendermonde en later werd er ook nog één uitgezet aldaar. Vijf jaar later, in 2012, bleken ze zich voortgeplant te hebben.
Nog een jaar later, in 2013, verscheen er een in Lebbeke aan de Dender, waarschijnlijk een afstammeling van de bevers uit Dendermonde.

#### Dijlevallei
In de Dijlevallei onder Leuven in Vlaanderen en Wallonië komen ook bevers voor. Deze zijn afkomstig van een uitzetproject in Wallonië in 2000 en één in Vlaanderen in 2003.

#### Durmevallei
In 2012 dook een bever op in het natuurreservaat Molsbroek aan de Durme bij Lokeren.

#### Leievallei
Op een afgesloten Leiearm op de grens van Deinze en Zulte werd eveneens eind 2015 een bever waargenomen.

#### Scheldebekken
Eind 2015 werd in de Boven-Schelde in Asper een bever gespot. Eind 2024 konden sporen van bevers worden aangetoond ten noorden van Brussel, langs de Zenne.

### Nederland

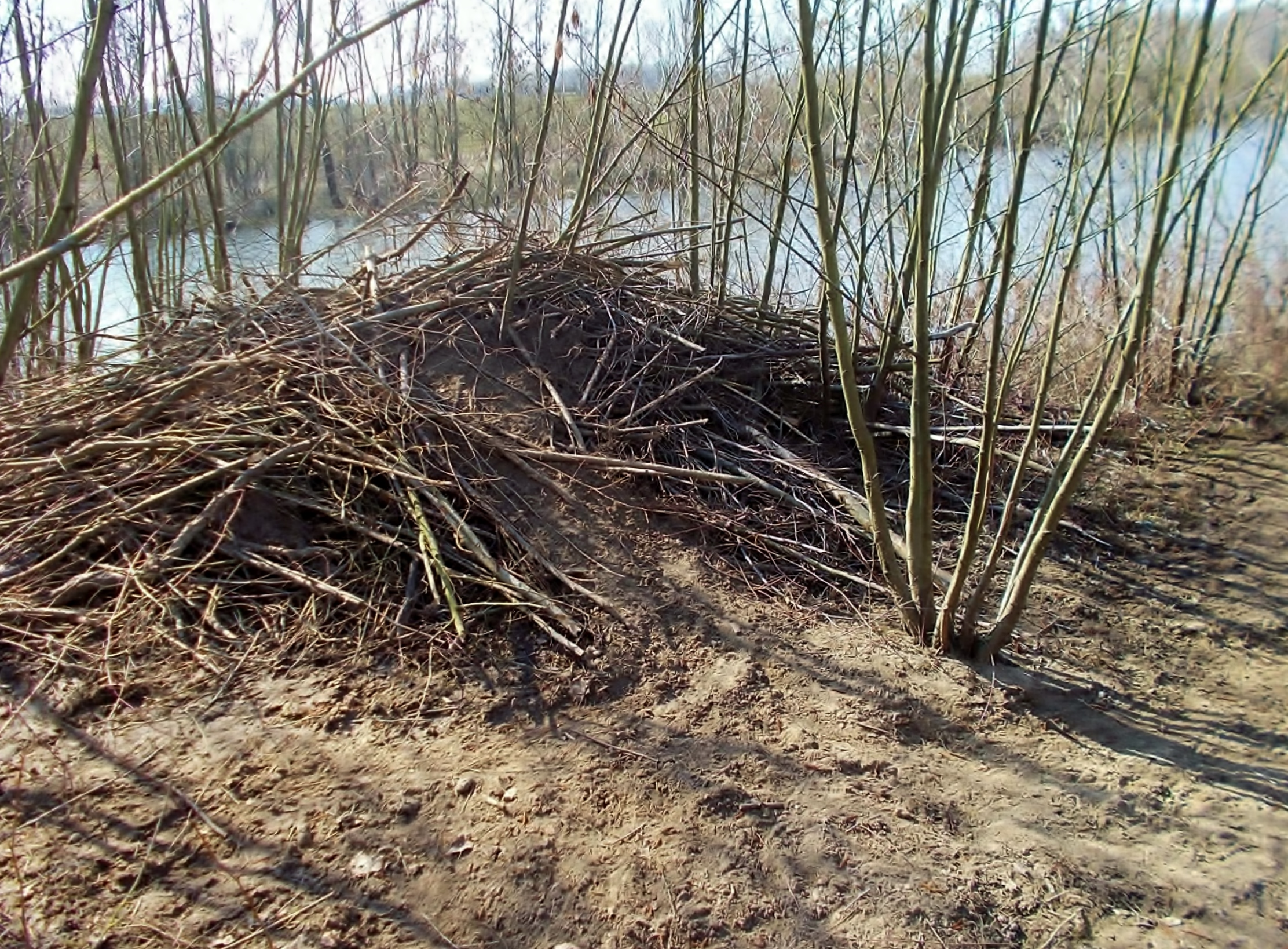
Beverburcht langs de IJssel bij Deventer

De soort leeft in Nederland in een aantal zich goed ontwikkelende populaties die qua leefgebied naar elkaar toegroeien. Nadat de bever sinds 1826 niet meer was gezien, vonden in 1988 en 1994 herintroducties plaats in de Biesbosch en de Gelderse Poort. In 2002 werd de bever uitgezet langs de Maas en in 2008 in Drenthe en Groningen. Ook in Flevoland, aan de randmeren oostelijk daarvan en langs de gehele Gelderse IJssel in Gelderland hebben zich sindsdien bevers gevestigd. Anno 2016 vond de provincie Limburg dat daar te veel bevers waren en werd het dier beschouwd als een potentiële bedreiging voor dijken.

#### Biesbosch
In de Biesbosch zijn tussen 1988 en 1992 42 bevers uitgezet. De eerste exemplaren waren afkomstig uit het Elbegebied in de toenmalige DDR. Er leefden na een aanvankelijk moeizame start vanaf 1988, met veel sterfte, in het jaar 2000 circa 100 exemplaren. De Biesbosch blijkt geen ideale biotoop: de beverterritoria zijn er groot (een teken dat er per oppervlakte-eenheid niet zoveel te eten te vinden is) en in dode bevers wordt erg veel cadmium in de lever en de nieren aangetroffen, afkomstig uit de wilgenbast, die het hoofdbestanddeel van hun dieet in de Biesbosch uitmaakt. Wilgen concentreren dit zware metaal uit de bodem. Ook worden er in de Biesbosch belangrijk minder jongen geboren dan op andere locaties, zodat de populatie maar langzaam groeit. De maximaal haalbare beverpopulatie voor de Biesbosch wordt geschat op circa 190 exemplaren. In februari 2005 is er uitbreiding in De Avelingen richting Gorinchem geconstateerd.
Bevers migreerden vanaf circa 2011 vanuit de Biesbosch naar de grienden langs de Oude Maas. Anno 2017 zijn onder meer bij Rhoon, Hoogvliet en Spijkenisse burchten of vraatsporen gezien.
Datzelfde jaar werd hij ook gespot in de "mini-Biesbosch", meer bepaald het Haagse Beemdenbos in Breda, en anno 2019 is dit zelfs een stel geworden.
Verder zijn er wat de provincie Noord-Brabant betreft ook nog gesignaleerd in Roosendaal, Oosterhout, Geertruidenberg, Sprang-Capelle, Boxtel, Rosmalen en Oss.

#### Flevoland
In Flevoland is een aantal bevers ontsnapt uit Natuurpark Lelystad. Ook deze dieren doen het goed. In 2005 werd door Staatsbosbeheer gemeld dat er 14 burchten zijn in Flevoland.
Tijdens een telling in 2011 zijn er 74 bevers geteld, maar volgens de deskundigen zouden het er ook meer dan 100 kunnen zijn omdat tijdens zo'n telling nooit alle bevers geteld kunnen worden.

#### Gelderse Poort
In de Gelderse Poort werden tussen 1994 en 2000 in totaal 54 bevers uitgezet. In 2000 leefden er circa 80 exemplaren.

#### Nijmegen
In de wijk Zwanenveld van de stad Nijmegen is de bever in juni 2020 waargenomen. Een beverpaar heeft hier ook jongen gekregen. In de wijk Weezenhof in Nijmegen is in juni 2021 een beverpaar waargenomen.

#### Hunzevallei
Eind 2008 is begonnen met de introductie van de bever in de Hunzevallei en het Zuidlaardermeergebied op de grens van de provincies Drenthe en Groningen. Het doel is dat de bever na de Hunzevallei ook de Noord-Drentse en Groninger beekdalen zal koloniseren.

#### Stroomdal Drentsche Aa
Al snel na het uitzetten van de bevers in de Hunzevallei zijn paartjes bevers het Drentsche Aa-gebied ingetrokken. Nu (voorjaar 2021) is een tiental burchten te vinden van het Noord-Drentse de Punt tot voorbij Gasteren (Gastersediepje).

#### IJsseldal
Sinds 2010 worden op een groeiend aantal plaatsen verspreid over de hele lengte van de IJssel burchten aangetroffen. De bevers zijn oorspronkelijk waarschijnlijk afkomstig uit Flevoland, Drenthe of de Gelderse Poort.

#### Maas
In 1992 zijn er op verscheidene plekken in het Nederlands-Limburgse Maasdal en belendende beekdalen bevers uitgezet. De eerste dieren waren afkomstig uit de Eifel. In 2002 werden tien exemplaren geteld. Sindsdien breidde de populatie zich uit met een snelheid die ook van de Ardennen bekend is. De dieren begonnen steeds vaker voor overlast te zorgen en in 2014 zette de provincie een 'bevervisie' op papier. 'Probleembevers' werden door provincie en waterschap als serieus probleem onderkend. Anno 2016 ontwikkelt men vormen van 'bevermanagement'. Naast beverwerende maatregelen en wegvangen wordt afschieten in de toekomst niet uitgesloten.

#### Twente en de Achterhoek
In 2018 en 2019 zijn op verscheidene plaatsen in Twente en de Achterhoek vraatsporen van bevers aangetroffen, onder andere langs de Schipbeek bij Diepenheim en langs het Twentekanaal. In 2021 zijn er ook bevers waargenomen in de Regge en inmiddels heeft zich een paartje genesteld in de omgeving Hellendoorn-Ommen.

#### Rotterdam in de Delftse Schie
In Schie bij buurtschap de Zweth tussen Rotterdam en Delft is op 29 april 2020 een bever gespot.

#### Zoetermeer
In februari 2021 is een bever gespot in de Balij.

### Toekomst
In 2009 leefden er alweer ongeveer 900 bevers in de Ardennen. Vlaanderen telde anno 2012 circa 100 bevers.
In 2005 werd de beverpopulatie in Nederland door Staatsbosbeheer geschat op 200 exemplaren, in 2012 was dat aantal verdrievoudigd tot 600. De bever stond in 2012 (nog) op de rode lijst met de status 'gevoelig'. De Zoogdiervereniging VZZ heeft in dat jaar becijferd dat bij ongewijzigd beleid in 2035 de populatie uit 7000 exemplaren zou kunnen bestaan. De verschillende deelpopulaties zullen waarschijnlijk binnen afzienbare tijd op elkaar gaan aansluiten. Er wordt gewerkt aan het voorkomen van schade aan landbouwgewassen en boomteelt. Ook wateroverlast en graafschade aan wegen en dijken vormen potentiële problemen.

## Ondersoorten

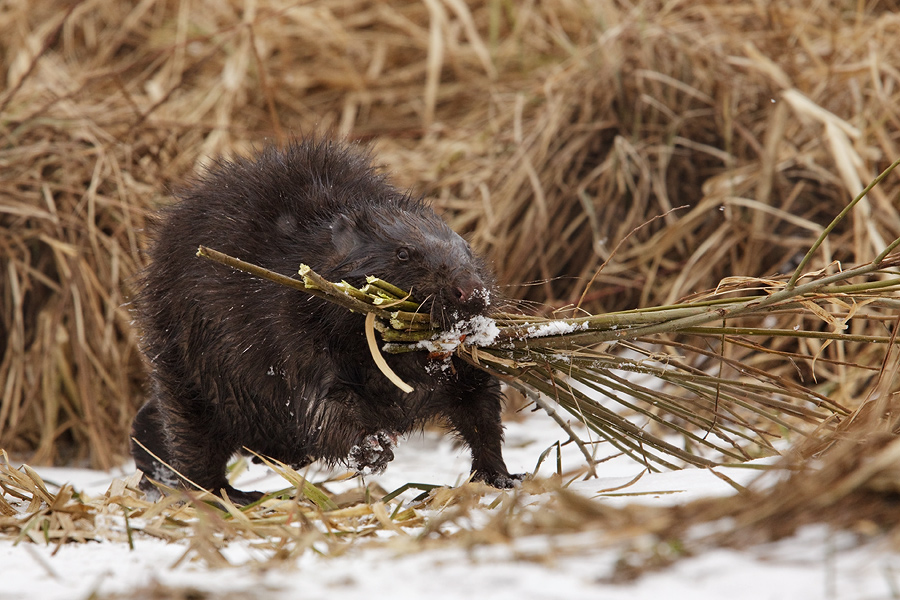
Wislabever (Castor fiber vistulanus) langs de Narewka in Polen

Doordat de bevers in de 20e eeuw werden teruggedrongen tot enkele refugia is er een algehele achteruitgang van de genetische diversiteit ingetreden. Het genetisch materiaal dat in deze populaties is overgebleven verschilt per populatie en vormt de basis voor het onderverdelen van de soort in verschillende ondersoorten. Er worden naar Gabryś & Ważna (2003) negen ondersoorten wetenschappelijk erkend:
- Castor fiber fiber (Scandinavische bever[31])
- Castor fiber galliae Geoffroy, 1803 (Rhônebever[31])
- Castor fiber vistulanus Matschie, 1907 (Wislabever[31])
- Castor fiber albicus Matschie, 1907 (Elbebever[31])
- Castor fiber birulai Serebrennikov, 1929 (Mongoolse bever[31])
- Castor fiber pohlei Serebrennikov, 1929 (Oeralbever[31])
- Castor fiber tuvinicus Lavrov, 1969 (Toevabever)
- Castor fiber belorussicus Lavrov, 1981 (Wit-Russische bever)
- Castor fiber orientoeuropaeus Lavrov, 1981 (Oost-Europese bever)

## Bedreigingen
Bevers worden meestal zeven of acht jaar oud, maar ze kunnen tot wel vijfentwintig jaar oud worden. Hun belangrijkste natuurlijke vijanden zijn grote roofdieren, voornamelijk de wolf. Andere belangrijke doodsoorzaken zijn verhongering, verdrinking (in de winter, als het water plotseling stijgt en de dieren niet kunnen ontsnappen door het ijs) en auto-ongelukken. Ook sterven veel bevers plaatselijk aan tularemie, een ziekte die de lever, longen, milt en lymfeklieren aantast.
Het plaatselijk uitsterven van de bever is vooral veroorzaakt door de jacht: hij werd bejaagd voor de vacht (beverbont) en het castoreum of bevergeil. Dat is een via de anaalklieren afgescheiden substantie die men al in de 17e eeuw aanprees als geneesmiddel en verwerkt werd in parfums. Deze naar muskus ruikende stof gebruikt de bever voor het afbakenen van zijn territorium.

## Varia
In de 17de eeuw besloot de bisschop van Quebec dat de de bever een vis was en daardoor op vrijdag tijdens het vasten gegeten mocht worden.